# Manfred Max-Neef

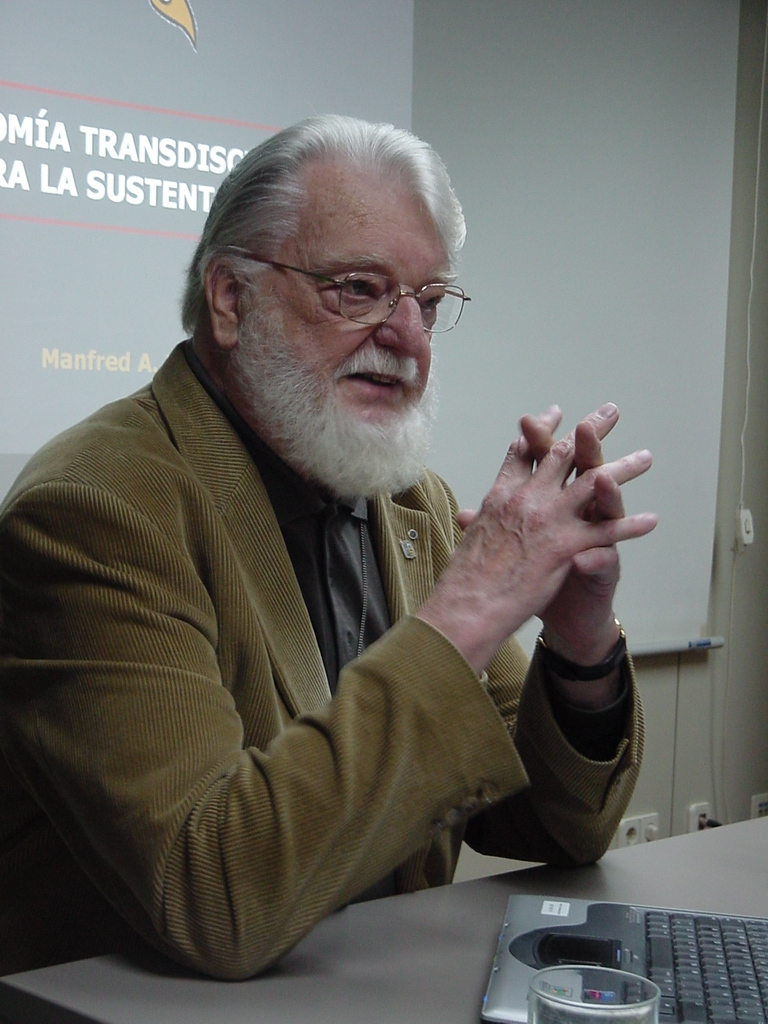
Manfred Max-Neef (2007)

Manfred A. Max-Neef (* 16. Oktober 1932 in Valparaíso, Chile; † 8. August 2019 in Valdivia, Chile) war ein chilenischer Ökonom deutscher Herkunft. 1983 wurde er mit dem Alternativen Nobelpreis „Right Livelihood Award“ ausgezeichnet.

## Leben
Manfred Max-Neef war der Sohn des Nationalökonomen Hermann Max und Magdalene Sophie Neef, die nach dem Ersten Weltkrieg nach Chile ausgewandert waren. Max-Neef studierte an der Universidad de Chile in Santiago de Chile und graduierte in Wirtschaftsingenieurwesen, Entwicklungsökonomie (Magister) und Wirtschaftswissenschaften (Staatsexamen).
Zunächst arbeitete er für den Ölkonzern Shell. 1957 wandte er sich von der Industrie ab und den Problemen der Armen in der Dritten Welt zu. Er arbeitete für UN-Organisationen und lehrte an verschiedenen Universitäten in den USA (u. a. University of California, Berkeley) und Lateinamerika. 1981 gründete er die Organisation CEPAUR (Centro de Estudio y Promoción de Asuntos Urbanos). 1993 kandidierte für das chilenische Präsidentenamt und erreichte mit 5,55 % den vierten Platz. Zuletzt war er Professor an der Universidad Austral de Chile in Valdivia (Chile), deren Rektor er 1993 bis 2001 war.
Angeregt durch Ernst Friedrich Schumachers Small is Beautiful entwickelte er Thesen zu einer Barfuß-Ökonomie.

## Über Entwicklung
Max-Neef sah die fundamentalen menschlichen Bedürfnisse als zentral an für eine Entwicklung nach menschlichem Maß (1986/1990): Er postulierte, dass Entwicklung sich auf Personen bezieht (und nicht auf Dinge), dass ein Indikator für das qualitative Wachstum der Personen deren Lebensqualität sei, die von den Möglichkeiten abhänge, ihre Grundbedürfnisse zu befriedigen. Er ging dabei von einer begrenzten Anzahl fundamentaler Bedürfnisse aus: Subsistenz, Schutz, Zuneigung, Verstehen, Teilhabe, Müßiggang, kreatives Schaffen, Identität und Freiheit. „Entwicklung“ bedeutet nach Max-Neef das „Freisetzen von kreativen Möglichkeiten“ bei allen Mitgliedern, deutlich unterschieden von der wirtschaftlichen Entwicklung.
In den 1990er-Jahren formulierte Max-Neef mit seiner Hypothese vom Kipp-Punkt die Einsicht, dass von einem bestimmten Punkt wirtschaftlicher Entwicklung an die Lebensqualität der Menschen abnehme.
Seit dem Mai 2007 war er außerdem offizielles Ratsmitglied im World Future Council und setzte sich für die Rechte zukünftiger Generationen ein.

## Ehrungen und Auszeichnungen
- Right Livelihood Award (1983)
- Doctor in Economics h. c., Universität von Jordanien
- University Award of Highest Honour, Sōka-Universität, Japan
- National Prize for the Promotion and Defense of Human Rights, Chile

## Mitgliedschaften
- Club of Rome (bis 2003 Active Member, seitdem Honorary Member)
- Europäische Akademie der Wissenschaften und Künste
- New York Academy of Sciences
- Leopold Kohr Akademie des Vereins Tauriska
- E. F. Schumacher Society
- World Future Council

## Werke (Auswahl)
- En torno a una sociología del desarrollo. Univ. Nacional Mayor de San Marcos, Lima 1965
- Desarrollo a escala humana. Una opción para el futuro. CEPAUR, Santiago de Chile; Dag Hammarskjöldstiftelsen, Uppsala 1986
- Zusammen mit Antonio Elizalde und Martín Hopenhayn: Entwicklung nach menschlichem Maß. Eine Option für die Zukunft. Aus dem Spanischen von Norbert Rehrmann und Horst Steigler. CEPAUR, Santiago de Chile; Gesamthochschulbibl., Kassel 1990 (Entwicklungsperspektiven, 39)
  - Englisch: Human Scale development[3]
- From the outside looking in. Experiences in “barefoot economics”. Zed Books, London und New Jersey 1992[4]